# Il lupo scomparso
Il lupo scomparso (The Case of the Howling Dog) è un film del 1934, diretto da Alan Crosland. Tratto da Erle Stanley Gardner e dai casi di Perry Mason, vede sullo schermo per la prima volta l'attore Warren William nel ruolo del celebre avvocato.

## Trama
Arthur Cartwright, un uomo ansioso, va da Perry Mason per far arrestare il suo vicino a causa del suo rumoroso e vendicativo cane. È convinto che il suo ululato sta ad indicare che qualcuno nel quartiere è stato assassinato, e chiede che nel suo testamento sia lasciato il suo patrimonio alla donna che vive nella casa accanto. Tuttavia, il testamento è misteriosamente modificato da uno sconosciuto e Cartwright sparisce, insieme con la donna. Tocca a Mason investigare.

## Produzione
Il film fu prodotto dalla Warner Bros. Productions Corporation, dalla Clue Club e dalla Vitaphone Corporation

## Distribuzione
Distribuito dalla Warner Bros., il film uscì nelle sale USA il 22 settembre 1934. In Danimarca, fu distribuito l'8 luglio 1935, in Spagna, a Madrid, il 20 gennaio 1936 e in Finlandia il 13 settembre 1936.